# Dirk Dier
Dirk Dier (Sankt Ingbert, 16 febbraio 1972) è un ex tennista tedesco.

## Carriera
In carriera ha raggiunto in singolare la 118ª posizione della classifica ATP, mentre in doppio ha raggiunto il 158º posto.